# Bundahixn
Bundahixn és el nom donat tradicionalment a una Enciclopèdia del zoroastrisme referent a temes de cosmogonia i cosmologia escrit en pahlavi. El nom original de l'obra no es coneix.
Encara que el Bundahixn es basa en els llibres de l'Avesta i desenvolupa les idees a què s'al·ludeixen aquests, el contingut reflecteix a la vegada tant un zoroastrisme antic com creences del pre-zoroastrisme. En alguns casos, el text esmenta idees posteriors al segle vii de l'era islàmica de l'Iran i, tanmateix, en altres casos (per exemple, en la idea que la lluna està més lluny que les estrelles) reitera els escrits, encara que la ciència per llavors ja havia determinat el contrari.

## Contingut
El Bundahixn és la visió mítica de la creació en el zoroastrisme, relata les primeres batalles de les forces de Ahura Mazda i Angra Mainyu per l'hegemonia del món. Segons el text, en els primers 3000 anys de l'era còsmica, Ahura Mazda va crear el Fravaixi. Al final d'aquest període, Angra Mainyu va caure en una permanent absència pels següents 3000 anys.
- Capítol 1. Ohrmazd de la creació original, l'antagonisme del mal esperit, i la naturalesa de les criatures del món.
- Capítol 2. Sobre la formació de les lluminàries
- Capítol 3. La pressa en el destructor de les criatures
- Capítol 4. Goshorun, el primer bou
- Capítol 5. Els planetes i la cosmologia
- Capítol 6. La batalla amb el cel
- Capítol 7. La batalla amb l'aigua
- Capítol 8. La batalla amb la terra
- Capítol 9. La batalla amb les plantes
- Capítol 10. La batalla amb el primitiu bou
- Capítol 11. La naturalesa de la terra
- Capítol 12. La naturalesa de les muntanyes
- Capítol 13. La naturalesa dels oceans
- Capítol 14. La naturalesa dels animals
- Capítol 15. La naturalesa de les persones
- Capítol 16. La naturalesa de la procreació
- Capítol 17. La naturalesa del foc
- Capítol 18. La naturalesa dels arbres
- Capítol 19. Pel que fa a les criatures fabuloses
- Capítol 20. La naturalesa dels rius
- Capítol 21. Pel que fa als líquids
- Capítol 22. La naturalesa dels llacs
- Capítol 23. La naturalesa dels mono i os
- Capítol 24. El cabdillatge de la gent i els animals
- Capítol 25. El calendari religiós
- Capítol 26. Mesura de distàncies
- Capítol 27. La naturalesa de les plantes
- Capítol 28. Sobre el mal-fer d'Ahriman i els dimonis
- Capítol 29. En l'espiritual cabdillatge de les regions de la terra
- Capítol 30. De la resurrecció i l'existència futura
- Capítol 31. Sobre la raça i la descendència dels Kayans
- Capítol 32. Pourushasp i Zartosht
- Capítol 33. La família dels Mobads
- Capítol 34. Del còmput d'anys